# Hugo Koblet
Hugo Koblet, född 21 mars 1925, död 6 november 1964, var en schweizisk cyklist.
Hugo Koblet föddes i Zürich, och hans professionella cykelkarriär började 1946. I början var han framförallt banåkare. Han vann de schweiziska mästerskapen i individuell förföljelse varje år mellan 1947 och 1954. Han blev även trea i världsmästerskapen 1947 och tvåa 1951 och 1954 i disciplinen.
Efter att ha vunnit de schweiziska mästerskapen i linjelopp 1950, blev han känd över hela Europa när han som förste icke-italienare lyckades vinna Giro d'Italia samma år. 1951 slog han legendaren Fausto Coppi i "Grand Prix des Nations", ett individuellt tempolopp som då ansågs vara ett inofficiellt världsmästerskap. Samma år kom också hans största framgång då han vann fem etapper och totalt i Tour de France.
Sex år efter att han avslutade sin karriär, dog Hugo Koblet vid 39 års ålder i en bilkrasch, under omständigheter som har gett upphov till spekulationer att hans död snarare var ett självmord än en olycka. Ögonvittnen till olyckan såg honom köra sin vita Alfa Romeo i hög hastighet på motorvägen mellan Zürich och Esslingen. Väder och vägförhållanden var idealiska, men fordonet rapporteras ha åkt rakt in i ett träd utan att föraren ska ha försökt att undvika olyckan.

## Främsta landsvägscyklingsmeriter
- 1950
  - 1:a Giro d'Italia
  - 1:a Schweiz runt
- 1951
  - 1:a Tour de France
  - 1:a Grand Prix des Nations
- 1952
  - 1:a Zürichs mästerskap
- 1953
  - 1:a Schweiz runt
  - 1:a Romandiet runt
  - 2:a Giro d'Italia
- 1954
  - 1:a Zürichs mästerskap
  - 2:a Giro d'Italia
- 1955
  - 1:a Schweiz runt
  - 1:a Schweiziska mästerskapen
  - 1:a Giro del Ticino